# چیکو سرا
فرانسیسکو «چیکو» سِرا (پرتغالی: Francisco "Chico" Serra؛ زادهٔ ۳ فوریهٔ ۱۹۵۷ در سائو پائولو) رانندهٔ مسابقات اتومبیل‌رانی فرمول یک اهل برزیل است که از فصل ۱۹۸۱ تا ۱۹۸۳ در مجموع در ۳۳ گراند پری شرکت کرد.
سرا در طول دوران فعالیت خود در فرمول یک تنها ۱ امتیاز را به نام خود به‌ثبت رساند.